# Pecica
Pecica (węg. Pécska, niem. Alt-Petschka) – miasto w Rumunii, w okręgu Arad. Liczy 13 024 mieszkańców (2002).

## Współpraca
Miejscowość partnerska:
- Woluwe-Saint-Pierre, Belgia